# Geelong
 (juin 2007).
Si vous disposez d'ouvrages ou d'articles de référence ou si vous connaissez des sites web de qualité traitant du thème abordé ici, merci de compléter l'article en donnant les références utiles à sa vérifiabilité et en les liant à la section « Notes et références ».
Geelong est une ville d'Australie. C'est la deuxième plus grande ville de l'État du Victoria après Melbourne et l'une de ses principales villes portuaires. Geelong est située sur la baie de Corio, à 75 kilomètres au sud-ouest de Melbourne. Elle compte 179 042 habitants en 2012.
Geelong est géré par la zone d'administration locale de Greater Geelong, qui englobe depuis 1993 un ensemble de petites villes agglomérées à Geelong, comme Lara, Ocean Grove ou Barwon Heads.

## Histoire

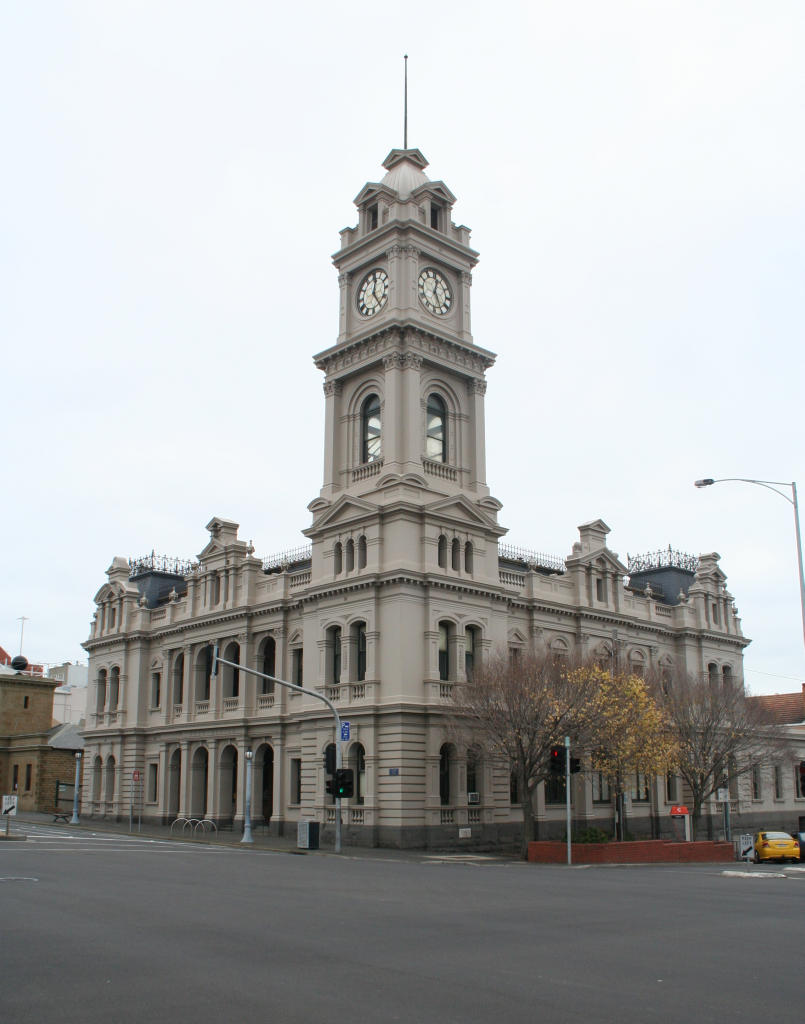
"Geelong Post Office", construite en 1889

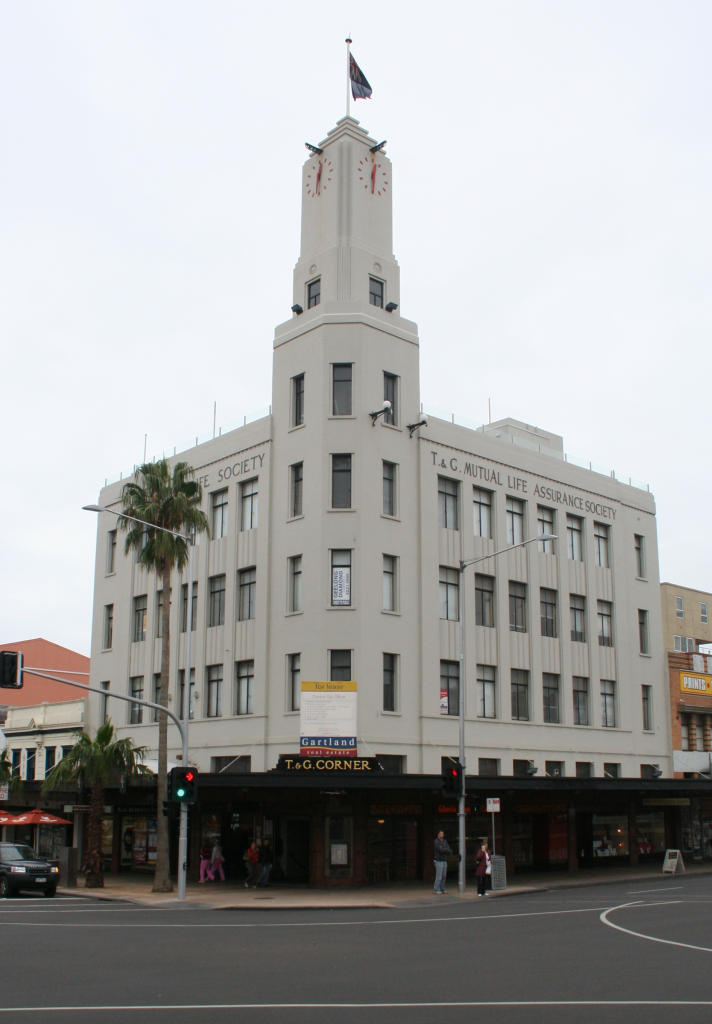
"T & G Building", construit en 1933

Avant l'arrivée des Européens au début des années 1800, la région de Geelong et la péninsule Bellarine étaient occupées par des tribus aborigènes notamment le peuple Wathaurong (en).
En wadawurrung (en), le lieu s'appelle Djilang/Djalang.
Le premier Européen connu pour avoir visité la région fut le lieutenant John Murray qui commandait le brick Lady Nelson.
L'histoire du développement résidentiel de Geelong remonte aux années 1830. En 1838, la colonie comptait 500 habitants.
À partir des années 1850, la ruée vers l'or participe à l'augmentation de la population.
John Murray nomme la baie Port King, du nom de Philip Gidley King, le gouverneur à l'époque de la Nouvelle-Galles du Sud. Celui-ci la renomma par la suite baie Port Phillip, du nom du premier gouverneur de l'Australie.

## Géographie
Geelong est située dans l'État du Victoria, sur la baie de Corio, à 75 kilomètres au sud-ouest de Melbourne.
Malgré la proximité de la capitale victorienne et les connexions routières de la Princes Highway (2x3 voies), Geelong reste physiquement séparé de Melbourne  par un espace de terres arables peu mises en valeur.
La ville est une porte d’entrée vers de nombreuses attractions touristiques renommées comme la Great Ocean Road, la Shipwreck Coast (en) et la péninsule Bellarine (en). Geelong possède par ailleurs la deuxième plus ancienne équipe de football australien, le Geelong Football Club, dont les joueurs sont surnommés les Cats.
La région de Geelong était originellement occupée par des tribus aborigènes, notamment des Wautharong. Le Lieutenant John Murray fut le premier européen à visiter ces terres en 1802.

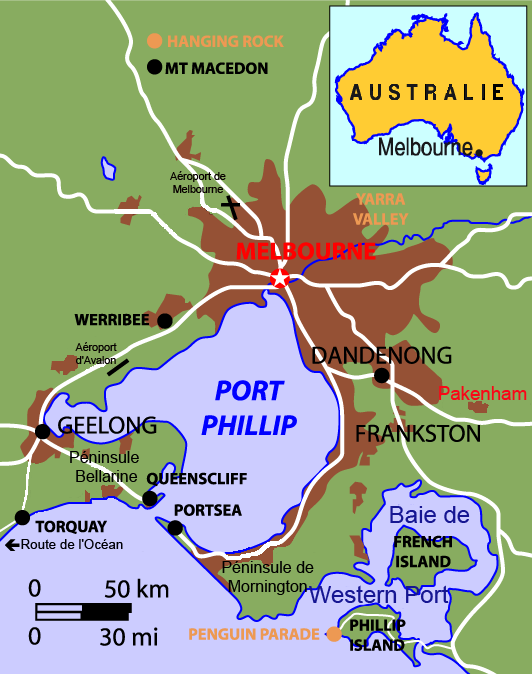
Carte de la baie de Port Phillip

Geelong est situé sur la baie de Corio, une partie du détroit de Bass. Elle est entourée d’importants espaces de terres arables, de nombreux vignobles et de plages réputées, notamment pour la pratique du surf.
La ville est traversée par les rivières Barwon (qui se jette dans le détroit de Bass à Barwon Heads) et Moorabool (affluent du Barwon).

### Climat
Geelong a un climat océanique (Köppen: Cfb), en bordure d'un climat semi-aride (Köppen: BSk) avec des étés agréablement chauds ; et des hivers frais.
Geelong, Australie
| Mois                                | jan. | fév. | mars | avril | mai  | juin | jui. | août | sep. | oct. | nov. | déc. | année |
| ----------------------------------- | ---- | ---- | ---- | ----- | ---- | ---- | ---- | ---- | ---- | ---- | ---- | ---- | ----- |
| Température minimale moyenne (°C)   | 14,2 | 14,5 | 12,6 | 9,7   | 7,7  | 5,7  | 5,2  | 5,5  | 6,7  | 8,1  | 10,6 | 11,9 | 9,4   |
| Température moyenne (°C)            | 20,4 | 20,4 | 18,5 | 15,1  | 12,5 | 10,2 | 9,7  | 10,5 | 12,3 | 14,2 | 16,6 | 18,2 | 14,9  |
| Température maximale moyenne (°C)   | 26,6 | 26,2 | 24,4 | 20,5  | 17,3 | 14,7 | 14,2 | 15,4 | 17,8 | 20,3 | 22,6 | 24,5 | 20,4  |
| Record de froid (°C)                | 4,5  | 6,8  | 2,9  | 0,6   | −1,3 | −2,9 | −4   | −4,4 | −1,7 | 0,1  | 2,6  | 4,6  | −4,4  |
| Record de chaleur (°C)              | 46,3 | 47,9 | 42   | 36,1  | 28   | 23,6 | 22,5 | 25,9 | 31,3 | 37,8 | 41,8 | 45,8 | 47,9  |
| Précipitations (mm)                 | 31,1 | 35   | 24,8 | 39,8  | 32,4 | 40,5 | 36,1 | 38,3 | 40,2 | 40,9 | 50,7 | 28,5 | 439,2 |
| Nombre de jours avec précipitations | 6    | 5,7  | 6,7  | 9,7   | 11,9 | 13,8 | 15,4 | 15,2 | 13,6 | 12   | 9,9  | 8,5  | 128,4 |
| Humidité relative (%)               | 50   | 49   | 49   | 56    | 64   | 68   | 66   | 62   | 58   | 53   | 54   | 53   | 57    |

## Démographie
En 2023, on comptait 79 000 ménages et 178 000 habitants dans la ville de Geelong, ce qui donne une moyenne de 2,67 personnes par ménage. 79,1 % de la population est née en Australie et 20,9 % à l'étranger. Selon les prévisions officielles, Geelong compterait 298 000 habitants en 2031.
La population active s'élève à 80 000 personnes. 2 % travaillent dans le secteur primaire (agriculture et mines), 20 % dans le secondaire manufacturier, 66 % dans le tertiaire (construction, transport, commerce, administration, finance, santé) et 10 % dans les services (hôtellerie, restauration, services aux personnes) .

## Économie

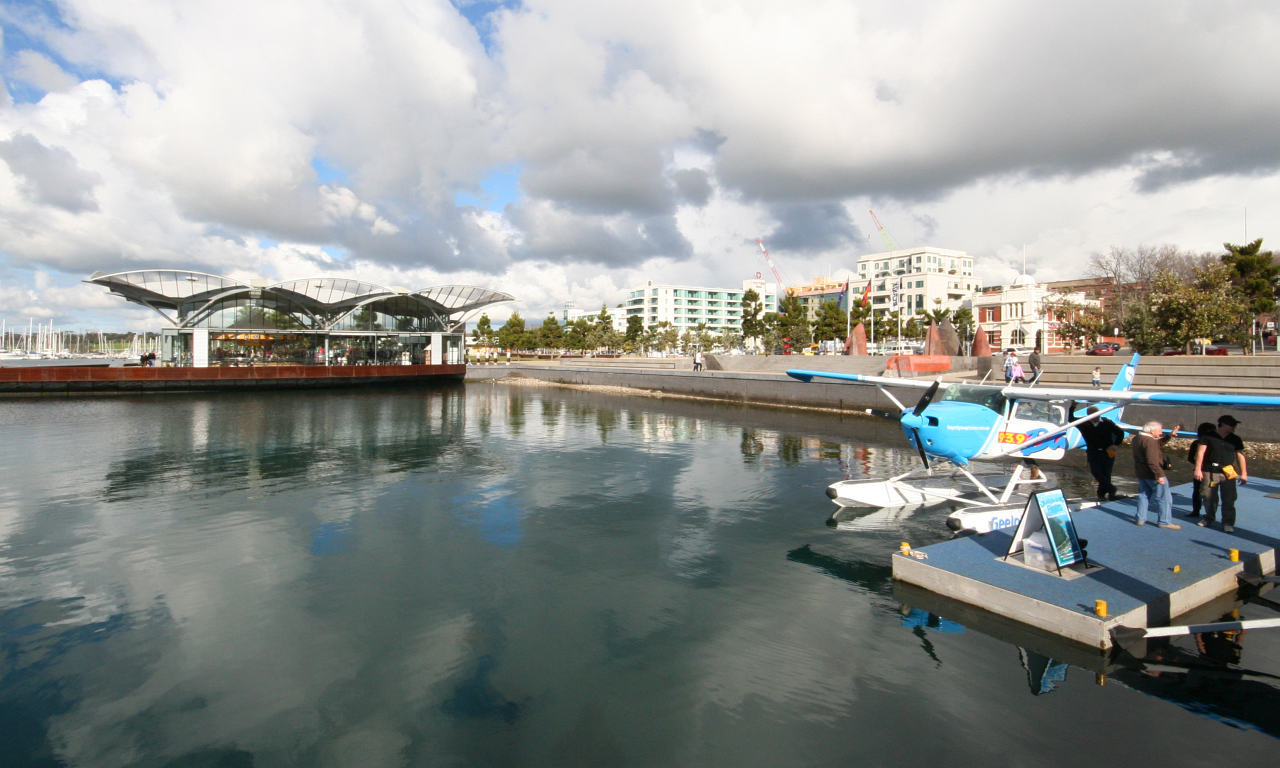
"Steampacket Quay" port

Les principales industries de l’agglomération sont la raffinerie de pétrole Shell à Corio, la fonderie d’aluminium Alcoa à Point Henry, et les usines Ford (emboutissage et assemblage de moteurs) à North Geelong et à Norlane.
La ville proche de Torquay, où se situe l’une des plages les plus renommées d’Australie, est le lieu d’implantation de manufacturiers spécialisés dans l’équipement et l’habillement de surf, notamment Quiksilver et Rip Curl.

## Culture

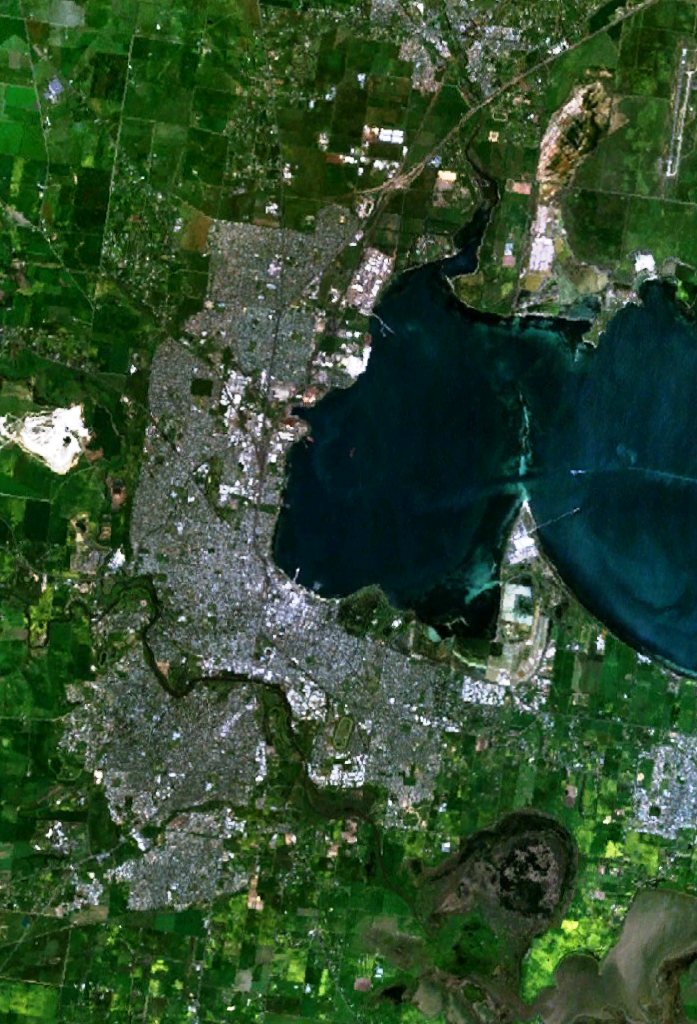
Image satellite Landsat 7 de l’agglomération de Geelong. On aperçoit Lara au nord, Grovedale au sud-ouest et Moolap au sud-est.

### Éducation
La mondialement renommée Geelong Grammar School, dont la liste des anciens étudiants compte notamment dans ses rangs Charles, prince de Galles, Rupert Murdoch, Peter Carey et de nombreuses personnalités politiques australiennes, attire de nombreux visiteurs dans la région de Geelong et permet d’attirer des étudiants et du personnel venus du monde entier.

### Arts et divertissements

#### Musique
De nombreux pubs et night-clubs sont implantés à Geelong, ainsi que plusieurs lieux de concerts. Plusieurs groupes australiens sont originaires de Geelong, comme Magic Dirt et Warped.

#### Geelong au cinéma
Plusieurs films ou séries télévisées ont été tournées au moins partiellement dans la région de Geelong :
- Everynight… Everynight (1994), filmé dans la HM Prison de Geelong
- Mad Max (1979)
- Ned Kelly (2003)
- One Perfect Day (2004)
- The Lighthorsemen (1987)
- SeaChange (1998 - 2002)
- Point Break (scène finale à Torquay)
- L'enfer du Pacifique (2010) filmé à les You Yangs

#### Médias
Le Geelong Advertiser est le deuxième plus ancien quotidien du Victoria; il est édité depuis 1840. Il existe également deux journaux gratuits, le Geelong Independent et le Geelong News ainsi que des journaux plus régionaux édités dans la périphérie. Les principaux journaux melbourniens, The Age et The Herald Sun sont aussi distribués à Geelong.
Il existe aussi plusieurs radios locales: 3GL (Ethnic service), K-Rock, Rhema FM (Christian Community station), The Pulse (Community Radio service) et Bay FM.

## Événements et tourisme à Geelong et ses environs
- Jardins botaniques de Geelong
- La Geelong Grammar School

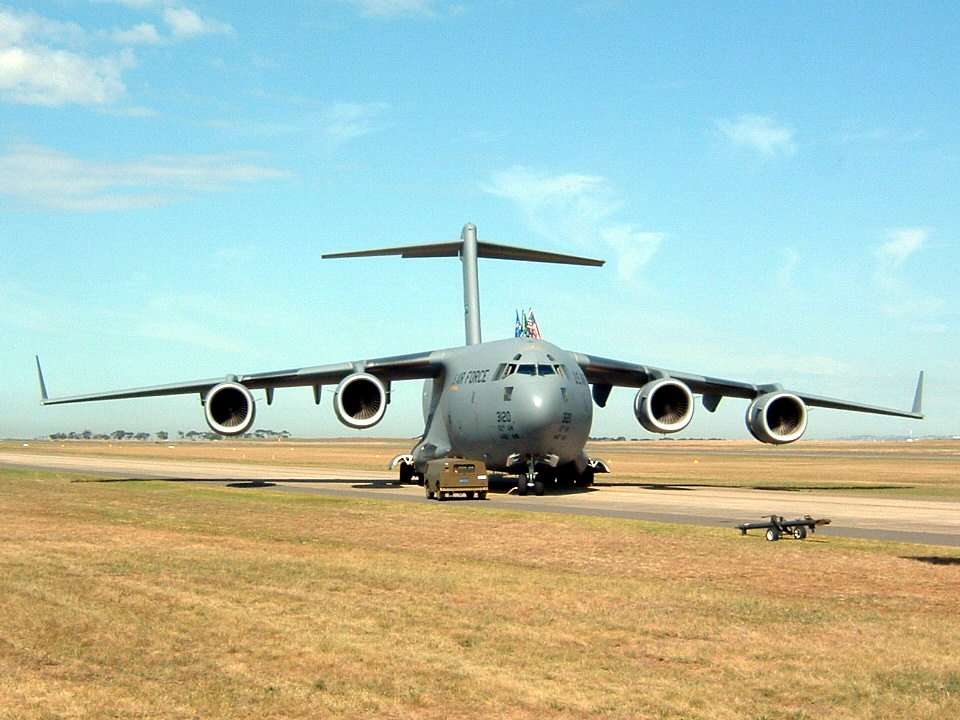
Le biannuel Australian International Airshow a lieu à l’Avalon Airport.

- La HM Prison de Geelong – prison historique fermée en 1991
- Le Skilled Stadium – Stade du Geelong Football Club
- Eastern Beach – front de mer avec un chemin de randonnée et un carrousel
- Le centre culturel aborigène Narana Creations
- Le Musée de la Laine (Wool Museum)
- L’Australian International Airshow, événement biannuel à l’Avalon Airport.
- Le circuit automobile d’Avalon
- La vigie de Ceres
- Le chemin de fer de la péninsule Bellarine
- La Great Ocean Road – route scénique mondialement renommée, avec notamment les paysages des Douze Apôtres.
- You Yangs – pic de granite près de Lara
- Basilique Sainte-Marie-des-Anges de Geelong

## Personnalités originaires de Geelong
- Kate Allen, triathlète
- Chrissy Amphlett (1959-2013), chanteuse du groupe Divinyls
- Felicity Andersen, actrice
- Arthur Coles, (1892-1982), homme d’affaires et philanthrope
- Barry Crocker, chanteur et acteur
- Nathan Deakes, athlète olympique (marcheur)
- Frank De Stefano, ancien maire, emprisonné pour 10 ans en 2003 pour fraudes
- Joe Didulica, gardien de football
- Robert Doyle, homme politique
- Trish Fallon, joueuse de basket-ball
- Keith Faure, meurtrier
- Bev Francis, champion du monde d’haltérophilie
- Helen Garner, romancier et journaliste
- James Harrison, (1816-1893), ingénieur, pionnier
- Lindsay Hassett, (1913-1993), joueur de cricket
- Robert Ingpen, auteur et illustrateur
- Brock James, joueur de rugby à XV
- Jeff Lang, musicien
- Graeme Lloyd, joueur de baseball
- Russell Mockridge, (1928-1958), cycliste
- Craig Mottram, athlète olympique
- Andrew Olexander, homme politique
- Francis Ormond, pasteur et philanthrope
- Guy Pearce, acteur
- Portia de Rossi, actrice
- Daryl Somers, personnalité de télévision
- Arthur Streeton, artiste
- Alexander Thomson, pionnier, colon et maire
- Lee Troop, marathoniste olympique
- Denis Walter, personnalité de télévision
- Marisa Siketa, actrice
- Caitlin Stasey, actrice

## Transports

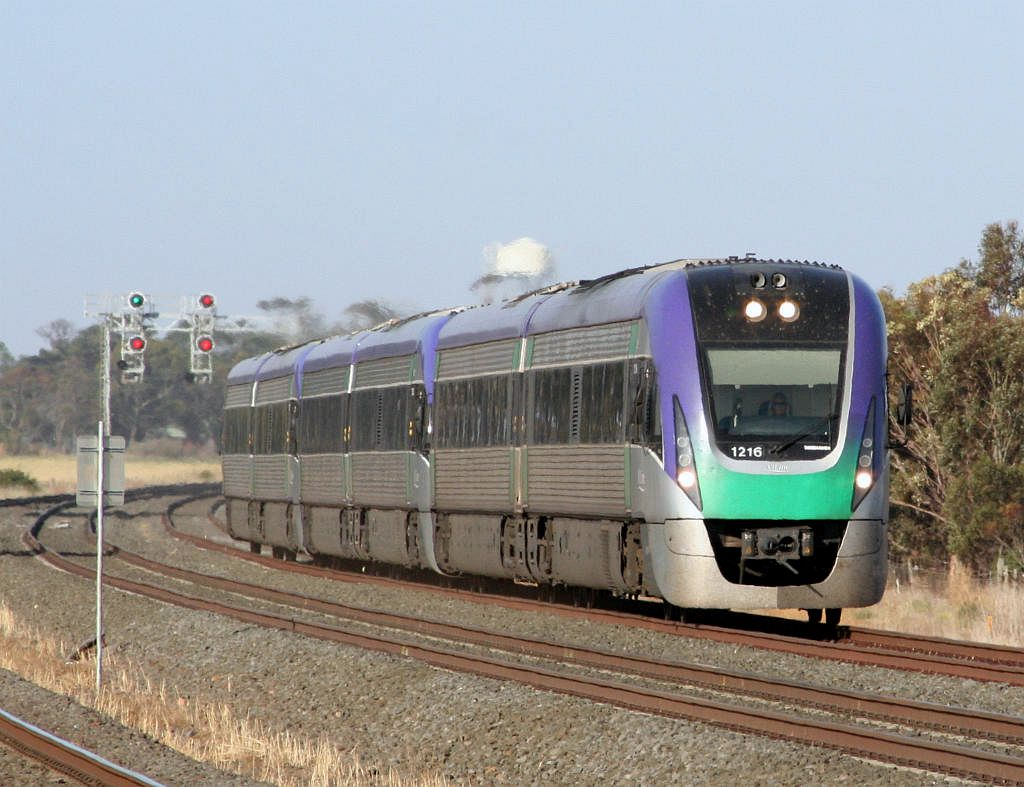
“V/Line” chemin de fer

Geelong est desservie par un réseau local de bus couvrant la ville et les périphéries, ainsi qu’une ligne régulière de chemin de fer (V/Line) vers Melbourne au nord et vers Warrnambool à l’est, le train mettant environ une heure pour effectuer le trajet entre Geelong et Melbourne.
Des taxis et des agences de locations de voitures sont également disponibles. Un tramway électrique parcourait Geelong jusqu’en 1956, avant qu’il ne soit remplacé par le réseau de bus actuel. L’Avalon Airport est situé à plusieurs kilomètres au nord-est. Enfin, Geelong possède un important réseau de pistes cyclables.

## Sports
Geelong est aussi le lieu de la deuxième plus ancienne équipe de football australien, le Geelong Football Club, surnommés les Cats. La ville possède aussi une équipe de basket-ball, les Geelong Supercats.
Les plages d’Eastern Beach et les Eastern Gardens sont le lieu de triathlons internationalement télédiffusés. On peut noter aussi de nombreux évènements de sports mécaniques, notamment les Geelong Speed Trials. Corio Bay accueille aussi des compétitions de voile.
Geelong s’entoure également de nombreux golfs, stades et espaces sportifs, ainsi que des équipements permettant la pratique du ski nautique, de l’aviron, de la pêche, de la randonnée, des courses de lévriers et de chevaux, de l’équitation.
La ville accueille également les Championnats du monde de cyclisme sur route 2010. Depuis 2015, elle accueille le départ et l'arrivée de la course cycliste Cadel Evans Great Ocean Road Race. La ville organisera de plusieurs épreuves des jeux du Commonwealth de 2026 et accueillera le village sportive ainsi que la cérémonie de clôture de la compétition .

## Jumelages
- Lianyungang (Chine)
- Izumiotsu (Japon)